# 釣りバカ日誌スペシャル
『釣りバカ日誌スペシャル』（つりバカにっしスペシャル）は、1994年7月16日公開の日本映画。釣りバカ日誌シリーズ第7作（特別編第1作）。これまでは『男はつらいよ』とのセットで2本立てであったが、今回はシリーズ初めての1本立興行。
そして、第1作より主人公・浜崎伝助（ハマちゃん）の妻・みち子を演じた石田えりが本作を以って降板。次回作より浅田美代子にバトンタッチした。

## あらすじ
今回の恋の行方は鈴木建設営業三課に勤務する伝助の上司である佐々木和男課長の娘・志野。
ある日、伝助の釣り友達であり、彼の勤務する鈴木建設の社長・鈴木一之助（スーさん）の元に、かねてからの大親友であり、銀座で宝石商を営む老人・山内昭男が訪ねてきた。山内は一人息子・健吾が毎日の通勤電車の中で顔を合わせるうちに一目惚れした女性・佐々木志野との縁談を進めて欲しいと頼みに来たのだ。志野に恋心を抱く健吾は、興信所を利用して鈴木建設の社員の娘だと判明したためだ。志野には恋人はいない様子。健吾は親の力を借り、何とか社員の娘との縁談を取り持って欲しくて、山内はこうしてスーさんの所までやってきたというもの。そこで、スーさんは志野の父親である佐々木を呼び出し、事の経緯を説明。山内から預かった見合い写真を受け取り、縁談の打ち合わせをする。その後、社長室には伝助も呼び出される。伝助は自分がミスをして上司の佐々木が怒られたと勘違いし直ぐに謝罪をするが、佐々木は誤解である事を弁明した上で、娘に縁談の話が持ち上がっている事を伝えると、伝助は昔から志野の事を知っており、自分の事のように喜んだ。
父から見合い写真を受け取った志野。しかし志野はその相手から通勤電車の中でいつも見られていた事に気付いていた。後日、両家で顔見世ののち、志野と健吾の2人だけでデートする事となる。健吾はお見合いという形をとってしまった事に申し訳なく志野に謝罪をするが、志野は直接会ってお話ししたかった事を伝えると健吾は照れ臭そうに笑う。後日、あらためて2人は会う約束をし、当日志野は約束の場所まで向かうが、ある男に追いかけられる。それは志野のかつて高校の同級生で、今は酒屋で働く武だった。武は高校時代から志野にずっと想いを寄せており、そんな志野が自分以外の男性とデートすると聞いて居ても立ってもいられず、待ち合わせ場所までついて来たのだった。武は志野が選んだ男性を一目見ておきたかった事を健吾に伝え、謝罪してその場を後にした。武の本心を聞いた志野は健吾に「ごめんなさい」と謝罪し、武の後を追いかけた。やがて志野と武は手を繋ぎ、街へと消えていった。
佐々木課長は娘の縁談が破談になった事をスーさんに謝罪。その日の夜、スーさんは伝助の自宅を訪ねるが、ちょうどその日伝助は出張で不在だった。代わりに妻・みち子がスーさんの応対をするが、スーさんは佐々木の娘の縁談が駄目になった事や、スーさんの友人の恋愛問題などを相談するつもりだった。しかし、スーさんは浜崎家に来る前に外でお酒を相当飲んでいたため、家に上がり込むや暫くして眠ってしまった。結局、スーさんは浜崎家に一泊してしまい、伝助に誤解されるといけないから泊まった事は内緒にするようスーさんはみち子に口裏を合わせて家に帰った。だが、隣に住む伝助の友人・八郎にスーさんが浜崎家から朝帰りしていた事を目撃されており、その事を伝助に告げると、伝助は青い顔でみち子を問い詰める。みち子も最初は隠していたが、やがて伝助が自分とスーさんとの仲を誤解しているようで、つい本当の事を話すと、伝助はあらぬ妄想をしてみち子の話を信じなかった。みち子は誤解が解けるまで実家に帰ると言い、息子を連れて出て行った。
佐々木は先日の娘の縁談の責任を取り、スーさんに辞表を提出。するとそこに伝助もスーさんに辞表を提出した。伝助はスーさんが自分に隠し事をしていたことにショックを受け、自暴自棄になっていたのだった。伝助は名前を出さずに、スーさんが酔っ払って自宅に泊まったことを話し始めた。その場に居合わせた佐々木や専務・秋山は、社長と伝助が友人だということを知らないため、スーさんは一般論として、寂しい年齢の人物で誰かと話したかっただけではないのかと弁明した。そして、秋山は話を戻し、佐々木も伝助も退職願いを受理する方向で話を進めてはどうかとスーさんに進言した。だが、スーさんはプライベートなことで退職する必要はないとして、佐々木の辞表を破り捨てた。そして伝助にも、「奥さんを迎えに行ってあげなさい」と声を掛け、辞表を返した。
伝助はみち子が息子を抱えて、海で自殺を図る夢を見てしまう。その恐怖に怯えながら電車を乗り継ぎ、みち子の実家へと向かった。そして、みち子の兄から、みち子が神社に散歩に行ったと聞き、会いに行った。伝助とみち子はお互いに謝罪をし合って、無事に仲直りをした。その日の夜、伝助とみち子が旅館でイチャイチャしていると、スーさんが訪ねてきた。伝助は折角の夜の楽しみを邪魔をされたことで不貞腐れるが、釣りの話しをしながら「先生」と持ち上げられ、すっかり機嫌を直す。みち子はその様子を笑顔で見ていた。翌朝、伝助はみち子に見送られながら、仲直りしたスーさんと今日も笑顔で釣りに出掛けて行った。

## キャスト
浜崎家
- 浜崎伝助（鈴木建設営業三課） - 西田敏行
- 浜崎みち子（妻） - 石田えり
- 浜崎鯉太郎（息子） - 上野友

鈴木家
- 鈴木一之助（鈴木建設代表取締役社長） - 三國連太郎

メインゲスト
- 佐々木志野（佐々木課長の娘） - 富田靖子

鈴木建設
- 秋山鉄蔵（専務） - 加藤武
- 堀田（常務） - 前田武彦
- 原口（人事部長） - 竜雷太
- 佐々木和男（営業三課課長） - 谷啓
- 恵（営業三課） - 戸川純
- かおり（営業三課） - 山瀬まみ

その他
- 太田八郎（ハマちゃんの隣人） - 中本賢
- 山内健吾（昭男の息子） - 加勢大周
- 山内昭男（一之助の親友、宝石屋の社長） - 西村晃
- 田宮辰夫（田宮自転車店の息子） - 田中邦衛
- 田宮はな（辰夫の母） - 清川虹子
- チーママ舞子 - 松尾嘉代
- 酒屋の武（志野の高校時代の同級生） - 大森嘉之

## スタッフ
- 監督 - 森﨑東
- 製作 - 櫻井洋三
- 原作 - やまさき十三（作）、北見けんいち（画）（小学館「ビッグコミックオリジナル」連載）
- 脚本 - 山田洋次、関根俊夫
- プロデューサー - 瀬島光雄、中川滋弘
- 音楽 - 佐藤勝
- 撮影 - 東原三郎
- 美術 - 重田重盛
- 編集 - 鶴田益一
- 照明 - 粟木原毅
- 録音 - 高橋和久、小尾幸魚
- 助監督 - 梶浦政男
- 挿入歌 - THE BLUE HEARTS『ラブレター』

## ロケ地
- 島根県出雲市
- 長野県小諸市

## 地上波放送履歴
| 回数  | テレビ局   | 番組名             | 放送日         |
| ----- | ---------- | ------------------ | -------------- |
| 初回  | フジテレビ | ゴールデン洋画劇場 | 1996年10月12日 |
| 2回目 | 日本テレビ | 金曜ロードショー   | 1998年5月15日  |